# Smut Peddlers
Smut Peddlers est un groupe de punk rock américain formé en 1993, originaire de Redondo Beach, en Californie.

## Biographie
Le groupe se forme en 1993. 
En 1995, Smut Peddlers sort son premier album intitulé Failure sur leur propre label, Ransom Records. Leur second album, Freedom, sort en 1997 puis vient un troisième album en 1999, intitulé Tarball 2000, toujours sur Ransom Records. ISM, leur quatrième album, sort quant à lui en 2001 sur le label Stereodrive! Records puis la même année, le groupe sort sur son propre label l'album compilation The two old ones. Une tournée européenne à travers l'Allemagne, la Suisse, les Pays-Bas ou encore la Belgique voit le jour en 2002. Le groupe choisit le label TKO Records pour une meilleure distribution de leur cinquième album, Coming out, en 2004. C'est sur ce même label qu'en 2006 Smut Peddlers sort un album live intitulé That's amore: Live at DiPiazza's. Une compilation de leurs premiers titres sort en 2007 sous le nom de The demos (1993-1994) sur Ransom Records, comme leur sixième album, Going in, en 2014.
Smut Peddlers sort également plusieurs albums dans un format vinyle : l'album live Live at the Hermosa Saloon en 1998 (7", EP) sur le label Ransom Records puis Silicon & STP (7", Ltd) en 1999 et Bipolar girl (7", single) en 2000 sur le label Hostage Records. Trois ans plus tard, en 2003, le groupe sort Exit Plan (7") sur Ransom Records puis Ten Inch (10", LP) la même année sur le label Dead Beat Records.
Le groupe fait partie de la bande son du film Jackass: le film en 2002 et de ses suites, Jackass: number two, en 2006 puis Jackass 3D en 2010. De plus, Smut Peddlers effectue en 2005 une apparition dans le film pornographique Fuck the system, pour un concert durant une scène.

## Membres

### Membres actuels
- John Ransom - chant
- Prospect - guitare
- Gish - basse
- Julia Smut - batterie

### Anciens membres
- Mike Angulo - guitare (1992–1996)
- Doug Winbury - guitare (1996–1998)
- Kristian Dragge -  guitare (1996)
- Kevin Sullivan - guitare (1996)
- Bert Orlando - guitare (1998–1999)
- Roger Ramjet - guitare (1999–2003)
- Sean Mallard - guitare (2002–2007)